# Burg Hohlenstein
Die Burg Hohlenstein ist eine abgegangene Niederungsburg bei der Hohlmühle an der Einmündung des Kiesentales nahe Herrlingen, einem Ortsteil der Gemeinde Blaustein, im Alb-Donau-Kreis in Baden-Württemberg.
Die ehemalige Burganlage ist durch einen Steinbruch völlig verschwunden.